# На тебя уповаю
«На тебя уповаю» — фильм-драма режиссёра Елены Цыплаковой, снятый в 1992 году.

## Сюжет
Молодая женщина Алла бросила на вокзале своего новорожденного ребёнка. Угрызения совести не дают ей покоя. После попытки самоубийства и последующего лечения в психбольнице она по совету священника устраивается работать в детский дом, где царят жестокость и безразличие воспитательниц по отношению к беззащитным детям. 

## В ролях
| Актёр                 | Роль                 |
| --------------------- | -------------------- |
| Евгения Добровольская | Алла                 |
| Ирина Розанова        | Ирка                 |
| Маргарита Шубина      | Светка               |
| Наташа Сокорева       | Вика                 |
| Татьяна Мархель       | директриса           |
| Сергей Баталов        | папа Валентина       |
| Виктор Поморцев       | санитар с авоськой   |
| Галина Дёмина         | санитарка в психушке |
| Наталья Федорцева     | Лена Комарова        |
| Валерий Филатов       | милиционер           |
| Наталия Фиссон        | Марина               |
| Владимир Ильин        | дедушка Вики         |
| Дмитрий Певцов        | Колюня               |
| Галина Макарова       | Матвеевна, нянечка   |
| Александр Тихонович   | священник            |
| Любовь Румянцева      | тетя-мама            |